# Cirfontaines-en-Azois
Cirfontaines-en-Azois é uma comuna francesa na região administrativa de Grande Leste, no departamento de Haute-Marne. Estende-se por uma área de 11,61 km². Em 2010 a comuna tinha 188 habitantes (densidade: 16,2 hab./km²).